# Bill Gradison

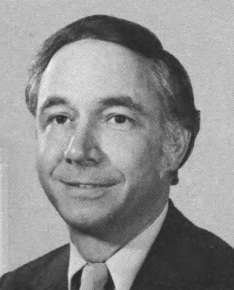
Bill Gradison (1977)

Willis David „Bill“ Gradison (* 28. Dezember 1928 in Cincinnati, Ohio) ist ein US-amerikanischer Politiker der Republikanischen Partei. Von 1975 bis 1993 war er Mitglied des Repräsentantenhauses der Vereinigten Staaten für den 1. und 2. Kongressdistrikt des Bundesstaates Ohio.

## Leben
Bill Gradison wurde in Cincinnati geboren. 1949 schloss er an der Yale University mit einem Bachelor of Arts ab. An der Harvard University erhielt er 1951 seinen Master of Business Administration. Seine Promotion beendete er 1954 ebenfalls an der Harvard University. Er war danach als Investmentbanker tätig. Von 1953 bis 1955 war er Assistent des stellvertretenden US-Finanzministers. Assistent des US-Gesundheitsministers war er von 1955 bis 1957. Daraufhin war er als Rechtsanwalt tätig. Von 1961 bis 1974 war er Mitglied des Stadtrates von Cincinnati. 1971 war er als Nachfolger von Eugene P. Ruehlmann Bürgermeister von Cincinnati.
Bei den Kongresswahlen 1974 wurde er als Vertreter des 1. Distrikts von Ohio ins US-Repräsentantenhaus gewählt. Aufgrund der Ergebnisse des Census von 1980 tauschte er mit seinem Vorgänger Tom Luken, dem Vertreter des 2. Distrikts, den Distrikt. Bis 1993 vertrat er fortan den 2. Distrikt. Er trat 1993 von seinem Mandat zurück, Rob Portman wurde sein Nachfolger.
Bill Gradison war dreimal verheiratet, von 1950 bis 1974 mit Helen Ann Martin. Mit ihr hat er fünf Töchter. 1980 heiratete er Heather J. Gradison (geboren 6. September 1952 als Heather Jane Stirton). Diese war von 1985 bis 1989 Vorsitzende der Kartellbehörde Interstate Commerce Commission. Mit ihr hat er vier Kinder. 1995 heiratete er Cari Elliot.